# Günter Volmer
Günter Volmer (* 17. Juli 1922 in Gelsenkirchen; † 30. Juli 2010) war ein deutscher Gewerkschafter und Politiker (CDU). Er war von 1966 bis 1969 Mitglied des Landtages Nordrhein-Westfalen, von 1969 bis 1983 Mitglied des Deutschen Bundestages und von 1973 bis 1986 Bundesvorsitzender des Christlichen Gewerkschaftsbundes (CGB).

## Leben und Beruf
Volmer wurde als Sohn eines Vorarbeiters geboren. Nach dem Besuch der Volksschule in Gelsenkirchen absolvierte er zunächst eine Fachschulausbildung zum Industrielaboranten, die er mit Gehilfenprüfung abschloss. Nach dem Wehrdienst im Zweiten Weltkrieg (von 1941 bis 1945) und der anschließenden Kriegsgefangenschaft nahm er ein Studium an der Staatlichen Ingenieurschule in Essen auf, das er mit der Prüfung zum Diplom-Ingenieur (FH/Fachrichtung Chemie) beendete. Er war zunächst als Assistent beschäftigt und arbeitete seit 1948 als Ingenieur beim chemischen Untersuchungsamt der Stadt Essen.
Neben seiner beruflichen Tätigkeit engagierte sich Volmer in der kirchlichen Laienarbeit und in der christlichen Gewerkschaftsbewegung. Von 1930 bis 1947 war er in der Katholischen Jugendbewegung aktiv. Er war von 1959 bis 1969 als Redakteur bei der Mitgliederzeitung Kreuz und Hammer der Katholischen Arbeitnehmer-Bewegung (KAB) im Bistum Essen tätig und war Vorsitzender der KAB-Landesarbeitsgemeinschaft NRW. Im Jahr 1966 fungierte er als Vizepräsident des 81. Deutschen Katholikentages in Bamberg. 1955 gehörte er zu den Mitbegründern des Christlichen Gewerkschaftsbundes (CGB), war über mehrere Jahre Vorsitzender des Gesamtverbandes der Christlichen Gewerkschaften öffentlicher Dienst, Bahn und Post sowie von 1973 bis 1986 Bundesvorsitzender des CGB, dessen Verbände im Jahr 1979 insgesamt rund 245.000 Mitglieder hatten (der DGB hatte damals hingegen über 7,75 Millionen Mitglieder). Im Anschluss wurde Volmer zum Ehrenvorsitzenden des Christlichen Gewerkschaftsbundes gewählt.
Er starb am 30. Juli 2010 im Alter von 88 Jahren.

## Partei
Volmer schloss sich 1946 der Jungen Union an und trat 1950 in die CDU ein. Er war von 1968 bis 1983 Vorsitzender des CDU-Kreisverbands Gelsenkirchen und wurde anschließend zu dessen Ehrenvorsitzenden gewählt. Von 1976 bis 1986 war er Mitglied im Bundesvorstand der Christlich-Demokratischen Arbeitnehmerschaft (CDA).

## Abgeordneter
Volmer war von 1952 bis 1989 Ratsmitglied der Stadt Gelsenkirchen und dort von 1963 bis 1989 Vorsitzender der CDU-Fraktion. Von 1966 bis 1969 war er Mitglied des Nordrhein-Westfälischen Landtages. Dem Deutschen Bundestag gehörte er von 1969 bis 1983 an. Hier war er von 1980 bis 1983 stellvertretender Vorsitzender des Innenausschusses. In allen vier Wahlperioden war er über die Landesliste der CDU Nordrhein-Westfalen ins Parlament eingezogen.

## Sonstiges
Sein Sohn Ludger Volmer war später ebenfalls Mitglied des Bundestages, jedoch für Bündnis 90/Die Grünen.

## Ehrungen
- Ehrenring der Stadt Gelsenkirchen, 1962
- Bundesverdienstkreuz I. Klasse, 1973
- Ritterkreuz des Gregoriusordens, 1974
- Großes Bundesverdienstkreuz, 1983
- Ritterorden vom Heiligen Grab zu Jerusalem, 1986
- Großes Bundesverdienstkreuz mit Stern, 1988
- Verdienstorden des Landes Nordrhein-Westfalen, 1994

## Porträt
- Bild auf der Website der CDU Gelsenkirchen